# 中平善之丞
中平 善之丞（なかひら ぜんのじょう、宝永6年（1709年） - 宝暦7年7月26日（1757年9月9日））は、江戸時代中期の一揆指導者。名は隠敦、幼名を鴨之助という。通称は善之進ともいう。

## 経歴・人物
土佐高岡郡津野山郷（梼原町、東津野村）の北川庄屋上岡左衛門次正の長男として生まれる。享保8年（1723年）6月、北川大庄屋代勤となる。その後元文3年（1738年）高岡郡梼原村の庄屋・中平弥左衛門の養子となり、のち家督を継ぐ。
宝暦2年（1752年）土佐藩第8代藩主山内豊敷は、財政窮乏を打開するため、国産方役所を設置および国産問屋を復活させることにより、和紙の原料となるコウゾや茶などの専売制強化を推し進めた。津野山郷ではコウゾや茶を主に栽培していたが、専売制強化により安く買い叩かれるようになり、買い付けの停止を藩に請う。しかし弾圧されたため、宝暦5年（1755年）津野山の農民は善之丞を頭取に立て藩に強訴する（津野山騒動、津野山一揆）。のち捕らえられ、指定問屋蔵屋利左衛門とともに死罪なり、斬首された。
善之丞の死後、宝暦10年（1760年）藩は国産問屋を廃止する。藩主の山内豊敷は高知城内に善之丞を祀った祠を設けた。 のち明治19年（1886年）津野山郷にて大暴風雨があり善之丞の祟りであると言われ、翌年の明治20年（1887年）東津野村高野（現：高知県高岡郡津野町高野）に善之丞を祀った風神鎮塚が建てられた。また、塚から国道197号を挟んだ反対側には「中平善之進像」が建てられている。